# Питомен заек
Питомните или домашни зайци са опитомена форма на вида заек подземник (Oryctolagus cuniculus). Първо са одомашнени в Китай (IV век пр.н.е.). До 40 см дължина и 18 см височина. Средната продължителност на живота им е 7 – 8, а често и над 10 – 11 години. Ядат сено или трева, върбови клонки, глухарчета, коприва, ечемик, плодове, моркови, малини.
Създадени са над 60 породи, които се отнасят към пет основни групи – за месо, за месо и кожа, за кожа, за вълна и декоративни. Породи за месо са например белгийски великан, бял великан, бял новозеландски заек. Породи за месо и кожи са виенски син заек и други. Към породите за кожи спадат рекс, тюленов заек, а към тези за вълна – ангорски заек, бял пухов заек. При повечето породи бременността продължава от 29 до 31 дни. Малките се раждат слепи и неокосмени. На втория ден се окосмяват, а на 14-ия проглеждат и започват да се хранят самостоятелно. Зайците раждат до 12 малки.